# Mont-Tonnerre
Departamentul Mont-Tonnerre (franceză Département Mont-Tonnerre) a fost un departament al Franței din perioada revoluției și a primului Imperiu. 
Departamentul a fost format în urma ocupării de către trupele revoluționare franceze a malului vestic al Rinului în 1794. În 1795 este încheiată Pacea de la Basel care pune capăt războiului contra Primei Coaliții iar pe malul vestic al Rinului este organizată o republică soră a Republicii Franceze, Republica Cisrenană. Această republică are o existență efemeră, fiind dizolvată în 1802, în același timp teritoriul fiind organizat sub forma a 4 departamente printre care și Mont-Tonnerre, departamente ce au fost incorporate în mod formal în Republica Franceză în 1801. 
Departamentul este numit după denumirea franceză a masivului Donnersberg care înseamnă Muntele Tunetului (Malul stâng al Rinului). Departamentul este divizat în 4 arondismente și 36 cantoane astfel:
- arondismentul Mainz, cantoanele: Alzey, Bingen, Bechtheim, Ingelheim, Kirchheimbolanden, Mainz, Nieder-Olm, Oppenheim, Wöllstein și Wörrstadt.
- arondismentul Kaiserslautern, cantoanele: Göllheim, Kaiserslautern, Lauterecken, Obermoschel, Otterberg, Rockenhausen, Winnweiler și Wolfstein.
- arondismentul Speyer, cantoanele: Bad Dürkheim, Edenkoben, Frankenthal, Germersheim, Grünstadt, Mutterstadt, Neustadt (Weinstraße), Pfeddersheim, Speyer și Worms.
- arondismentul Zweibrücken, cantoanele: Annweiler, Homburg, Hornbach, Landstuhl, Medelsheim, Pirmasens, Waldfischbach și Zweibrücken.

În urma înfrângerii lui Napoleon la Waterloo, teritoriul este divizat între Regatul Bavariei și Marele Ducat Hessa. 